# Protolampra gruneri
Protolampra gruneri là một loài bướm đêm trong họ Noctuidae.